# موسى جاستر
موسى جاستر (17 سبتمبر 1856 - 5 مارس 1939) كان عالمًا رومانيًا ، ولاحقًا بريطانيًا ، وحاخامًا للجماعة اليهودية الإسبانية والبرتغالية في لندن ، ولغويًا في اللغتين العبرية والرومانية. كان موسى جاستر ناشطًا صهيونيًا في رومانيا وأيضًا في إنجلترا ، حيث ساعد في إنشاء الاتحاد الصهيوني الإنجليزي في عام 1899. عارض بشدة خطة أوغندا لإقامة دولة يهودية.

## سيرة ذاتية

### الحياة في رومانيا
ولد جاستر في بوخارست في عائلة نمساوية يهودية مشهورة استقرت في ولاية والاشيا في بداية القرن التاسع عشر. كان أكبر ابن للفارس إبراهام إيمانويل غاستر، القنصل الهولندي في بوخارست وحفيد أزريال غاستر، تاجر ثري وزعيم في المجتمع. والدته، بنينا جوديث روبينشتاين، من سلالة حاخامية تضم الحاخام ليفي إسحاق بن مئير.
بعد أن حصل على درجة في مدينته الأصلية (1874)، توجه إلى لايبزيغ حيث حصل على درجة الدكتوراه في عام 1878، ثم التحق بالمدرسة اليهودية في بريسلاو حيث حصل على دبلوم الحاخامية في عام 1881. تم نشر تاريخه للأدب الشعبي الروماني في بوخارست في عام 1883.
كان محاضرًا في اللغة الرومانية والأدب في جامعة بوخارست (1881-1885)، ومفتشًا عامًا للمدارس، وعضوًا في مجلس فحص المعلمين في رومانيا. كما قام بإلقاء محاضرات حول الأبوكريفا الرومانية، التي اكتشفها بأكملها في مخطوطة.
غاستر كان شخصية مركزية في هيبات صهيون| في رومانيا ولعب دورًا مركزيًا في تأسيس مستوطنة سامارين (زمارين) عام 1882 من قبل يهود موينيشتي والتي عرفت منذ عام 1884 باسم زخرون يعكوف.

### الحياة في إنجلترا
بعد أن تم طرده من رومانيا من قبل حكومة إيون براتيانو في عام 1885 بتهمة "كونه عضوًا في جمعية لديها أطماع توحدية"، ذهب إلى إنجلترا حيث شغل منصب محاضر في الأدب السلافي في جامعة أكسفورد في الفترة من 1886 إلى 1891، وتم نشر محاضراته لاحقًا تحت عنوان "الأدب اليوناني السلافي" في لندن عام 1886.
بعد بضع سنوات، ألغت الحكومة الرومانية مرسوم الطرد ومنحته وسام الاستحقاق الوطني الروماني من الدرجة الأولى في عام 1891 ودعته للعودة، ومع ذلك، رفض الدعوة وفي عام 1893 أصبح مواطنًا بريطانيًا بالتجنيس. في عام 1895، بناءً على طلب الحكومة الرومانية، كتب تقريرًا عن النظام التعليمي البريطاني، وتم طبعه كـ "كتاب أخضر" واعتمد كأساس للتعليم في رومانيا.
في عام 1887 تم تعيين جاستر كحاخام للجماعة الإسبانية والبرتغالية في لندن، حيث ترأس الاحتفال بالذكرى المئوية لكنيس بيفيس ماركس. تمت دعوته لإلقاء محاضرات إلتشستر في جامعة أكسفورد والتي نُشرت في عام 1887 تحت عنوان محاضرات إلتشستر حول الأدب اليوناني السلافي. تم تعيينه كمدير لكلية جوديث ليدي مونتيفيور في رامزغيت من عام 1891 إلى عام 1896، حيث كتب مجموعة قيمة من المقالات المرافقة للتقارير السنوية لتلك المؤسسة. كان عضوًا في مجالس الجمعيات الشعبية والكتابية والأثرية والآسيوية الملكية، وكتب العديد من الأوراق في مصلحتها. كان الحاخام الوحيد الذي تم تعيينه رئيسًا لجمعية الفولكلور، في الفترة من 1907 إلى 1908.
في عام 1925، تم تعيين جاستر كأحد أعضاء المجلس الشرفي للمعهد العلمي اليديشي (ييفو) في فيلنيوس، إلى جانب سيمون دوبنوف، ألبرت أينشتاين، سيغموند فرويد، إدوارد سابير وحاييم جيتلوفسكي.
قام جاستر بدراسة خاصة للسامريين وأصبح مرجعا معترفا به في لغتهم وأدبهم. زار نابلس في فلسطين، مقر المجتمع السامري، وأقنعهم بالتخلص من المخطوطات التي تغطي كامل نطاق أدبهم. حيث لم يتمكن من تأمين النسخ الأصلية كان لديه نسخ صنعها له الكهنة السامريون. كان جاستر من بين أكثر القادة النشطاء في حركة الصهيونية في إنجلترا، وحتى أثناء وجوده في رومانيا، ساعد في إنشاء أول مستوطنة يهودية في فلسطين الانتدابية.
صعد في الشؤون اليهودية العالمية حتى أصبح نائباً لرئيس المؤتمر الصهيوني الأول في بازل، وكان شخصية بارزة في كل مؤتمر يليه. كان منزل جاستر، "ميزباه" في 193 مايدا فيل في لندن، مكانًا للمحادثات المبكرة بين الصهاينة المرموقين ووزارة الخارجية في عام 1917. تم كتابة المسودة الأولى لإعلان بلفور في منزل جاستر في 7 فبراير 1917 بحضور حاييم وايزمان وناحوم سوكولوف وبارون روتشيلد والسير مارك سايكس وهربرت صموئيل. وكان من بين الزوار الآخرين لمنزل جاستر وينستون تشرشل، فلاديمير لينين، وزيغموند فرويد.